# Please Don’t Leave Me
«Please Don’t Leave Me» (рус. Пожалуйста, не оставляй меня) — песня американской поп-рок певицы Pink и третий сингл с её пятого альбома Funhouse, выпущенный 13 февраля 2009 в Австралии.
Песня попала в ротацию австралийских и новозеландских радиостанций и была добавлена в плей-лист Radio 1 в Великобритании. Режиссёром клипа стал Дэйв Мэйерс, снявший музыкальные видео «Stupid Girls», «U + Ur Hand» и «So What».
«Please Don’t Leave Me» — трек «Now! 31».

## Предпосылка
"Please Don't Leave Me" была написана Pink в соавторстве с известным продюсером Максом Мартином, который также руководил процессом производства песни. Это одна из четырёх песен с альбома, продюсированных Максом Мартином, с синглом номер один "So What". Этот трек со средним темпом подробно описывает отношения любви и ненависти. Pink поет о ком-то, кто плохо повлиял на неё, но все же она не готова отпустить человека. Она настаивает во время припева «Я всегда твердила, что ты мне совершенно не нужен, но всегда все становится обратно на свои места, пожалуйста, не оставляй меня одну».
Песня была одна из трех первых, которых можно было услышать в живом исполнени с Funhouse, исполненная с "So What" и вторым синглом "Sober" на Much Music перед релизом альбома.

## Оценка критиков
Digital Spy дал песне позитивный отзыв: «Действительно хорошее видео может заставить вас понять песню лучше, чем вы первоначально думали - новый сингл Pink является показательным примером. В контексте её альбома Funhouse 'Please Don't Leave Me' походила на очень тревожную песню о расставании – одна из немногих весьма хороших песен о расставании – но после просмотра промо в стиле Misery, он стал намного более незабываемым». «Я могу быть такой жалкой, когда захочу, я талантлива во всем», - поет Pink в одной из строчек, которые резонируют сильнее, когда ты увидишь, как она размахивает клюшкой, швыряя из стороны в сторону своего друга в инвалидном кресле и преследуя его по дому с топором. Однако, забавно не только видео, но и хриплый вокал Pink – который передает комбинацию горечи и сожаления в её словах идеально – создается ошеломительное впечатление».

## Клип
Клип для "Please Don't Leave Me" был снят в конце 2008, и просочился в интернет 23 января 2009, а официально вышел в свет на канале YouTube Pink 27 января 2009. Его режиссёром стал Дэйв Мейерс. Это видео было снято под влиянием фильма 1990 Стивена Кинга  Мизери, как и другие похожие триллеры, включая 'The Shining' и 'What Ever Happened to Baby Jane?'. Оба они используются в хоррор/триллер жанре, который также можно интерпретировать как чёрную комедию. С 27 февраля клип был назван каналом Channel V 'Ripe' клипом недели.
Главного героя сыграл Эрик Лайвли. Брайан Кристенен работал постановщиком трюков, Никки Хестер был дублёром Pink, а Джастин Сандкист дублёром Эрика Лайвли.
Клип начинается в доме Pink, где после ссоры с бойфрендом, она пытается уговорить его не собирать вещи. Он выходит из спальни с чемоданами, когда доходит до лестницы, Pink умоляет его остаться. Он отказывается и собирается уходить. И как только он спускается, поскальзывается на шариках, разбросанных по полу, и с грохотом падает со ступенек. Дальше видит, как Pink спускается к нему по лестнице с невинным выражением лица, и падает в обморок. Очнувшись, он находит себя побитым и опухшим в кровати с Pink, одетой в форму медсестры, зашивающей одну из его ран. Она откровенно танцует рядом с ним, пока он пытается дотянуться до телефона у постели, и получает за это от Pink удар по коленям клюшкой для гольфа (прямое копирование одной из сцен с вышеупомянутого фильма Мизери).
Потом Pink готовит салат, быстро и со злостью рубит овощи огромным ножом. Её бойфренд просыпается в постели и пытается проскользнуть через дверь, но Pink замечает его. Она смотрит на него изумленно, держа тарелку с салатом, пока он размышляет, сможет ли сбежать или нет. Он открывает дверь, и на него тут же набрасывается пёс Pink. Потом он снова видит перед глазами лицо Pink, а она раскрашивает его лицо гримом, пока он сидит в инвалидном кресле. Она одета в откровенный наряд. У него связаны руки, он весь побитый и в синяках до неузнаваемости. Pink берет инвалидное кресло, крутит его несколько раз и толкает его с верхней ступеньки, наслаждаясь процессом. Он вылетает из него и попадает в комнату с карнавальной темой, такой как лошади на карусели и различные куклы. Pink ложится сверху на него, ведёт себя совершенно невинно и целует его в щеку. Он пытается выползти из-под неё и делает попытки побега.
Pink преследует его до кладовки, где хватает топор и продолжает выслеживать его по дому. Он поднимается по ступенькам до ванной и захлопывает дверь прямо перед носом Pink, останавливая тем самым удар топором. Топор застревает, сделав дыру в двери. Pink смотрит в дыру (прямое копирование фильма Стэнли Кубрика  Сияние), а парень берет спрей и распыляет ей в глаза. Ослепнув, она откидывается назад и поскальзывается на шариках, которые были в начале видео, и переваливается через перила лестницы. Финальная сцена показывает, как медики кладут мужчину на носилки, а Pink лежит на полу со сломанной ногой и топором сзади неё. Она кидает ему последний отчаянный взгляд, чтобы он не уходил, в то время, как его увозят, а потом посылает комический воздушный поцелуй в камеру, с психопатским взглядом на лице.
Клип впервые был показан на британском ТВ канале 4Music 8 марта 2009 в 10:45 вечера. Было показано полноценное видео, невырезанное.

### Цензурная версия
Из-за жестокости клипа и немного пугающего изображения, была выпущена отредактированная ("цензурная") версия, из которой вырезали приблизительно 11 секунд видео, но был включен материал, который прежде не выходил.
Цензурная версия не сосредоточена на парне Pink, который упал с лестницы, вместо этого показали Pink наверху лестницы с открытым ртом, как будто она в шоке. Когда он в кровати, не показана его зашитая рука. Вырезана сцена, где Pink бьет его клюшкой по колену. После идет сцена с Pink, нарубающей овощи на несколько секунд раньше, чем в оригинале, она длится чуть дольше, чем обычно. Когда парень пытается сбежать через входную дверь, и собака прыгает на него, вырезано место с его ссадинами и кровоподтеками. Хотя не показано, что собака набрасывается на него.
Когда парень в инвалидном кресле, сцена, где Pink бьет его правую руку, удалена. Показано только её лицо. Вместо этого Pink крутит его в кресле.
Pink не показана с топором, преследующая его. Взамен камера сфокусирована на парне, уходящем через дом, оглядывающемся назад и пытающемся сбежать от неё.
Вырезана также сцена в ванной комнате, где Pink прорубает дыру в двери топором. Мы видим Pink сквозь дыру в двери, но не показано, что ей распылили спрей в лицо. Потом Pink поскальзывается на шариках, переворачивается через перила и приземляется на спину на полу, как показано в неотредактированной версии.

## Список композиций
- 5"SCD

1. "Please Don't Leave Me" [Main]
2. "Please Don't Leave Me" [Junior Vasquez Tribal Dub]

- EMCD

1. "Please Don't Leave Me" [Main]
2. "Please Don't Leave Me" [Junior Vasquez Tribal Dub]
3. "Please Don't Leave Me" [Digital Dog Club Mix]
4. "Please Don't Leave Me" [Video]

- Promo CD

1. "Please Don't Leave Me" [Main]
2. "Please Don't Leave Me" [Instrumental]

## История релиза
| Регион            | Дата            |
| ----------------- | --------------- |
| Австралия         | 13 февраля 2009 |
| Северная Америка  | 31 марта 2009   |
| Германия          | 17 апреля 2009  |
| Великобритания    | 27 апреля 2009  |
| Европа            | Апрель 2009     |
| Латинская Америка | Май 2009        |

## Появление в чарте
"Please Don't Leave Me" сделала дебют на #46 в австралийском чарте ARIA Charts 19 января 2009. На Official Australian Airplay chart, песня дебютировала на #8, став второй самой высокодебютной песней за всю историю чарта после песни Дельты Гудрем "In This Life" который дебютировал на #6 в сентябре 2007. На третьей неделе в Airplay Chart она достигла пика на #1, став для Pink третьим синглом подряд который так сделал, и сделавшая это первая песня  #1 за эти многие недели. В Великобритании она дебютировала на 162 строке 2 ноября 2008 благодаря закачкам песни с главного альбома (Funhouse), который вновь был выпущен на той неделе. В Новой Зеландии песня дебютировала на 28 строке 23 февраля 2009, и достигла пика на 19. Песня достигла 1 строки в Польше.
В Великобритании песня снова вошла в чарт 15 марта 2009 на 171 благодаря цифровым продажам 'Funhouse' и достигла пика на #12, став её 17-м топ-20 хитом в Великобритании.
"Please Don't Leave Me" поднималась относительно медленно после её релиза в США. Но после несколькихнедель релиза, проведенных в чарте Bubbling Under Hot 100, песня дебютировала на #66 в Billboard Hot 100 и достигла пика #17, став для Pink её третьим топ-20 хитом с Funhouse, а также шестой подряд хит топ-20 в чарте. Песня хорошо распродавалась в цифровом формате, войдя в чарт Hot Digital Songs на #70 и поднялась на 26 мест к #44 на следующей неделе.

| Чарт (2009)                      | Наивысшая позиция |
| -------------------------------- | ----------------- |
| Australian ARIA Singles Chart    | 11                |
| Austrian Singles Chart           | 5                 |
| Belgium Ultra Top 50             | 31                |
| Canadian Hot 100                 | 8                 |
| Czech Republic Airplay           | 3                 |
| Danish Track List                | 14                |
| Dutch Top 40                     | 19                |
| European Hot 100                 | 8                 |
| Finnish Singles Chart            | 17                |
| German Singles Chart             | 8                 |
| Greek Airplay Chart              | 9                 |
| Irish Singles Chart              | 10                |
| New Zealand RIANZ Singles Chart  | 19                |
| Norwegian VG-lista Singles Chart | 16                |
| Romanian Singles Chart           | 4                 |
| Swedish Singles Chart            | 16                |
| Swiss Singles Chart              | 12                |
| Turkey Top 20 Chart              | 12                |
| UK Singles Chart                 | 12                |
| Ukrainian Airplay Chart          | 5                 |
| U.S Billboard Hot 100            | 17                |
| U.S Billboard Pop 100            | 6                 |

| Страна        | Сертификация | Продажи   |
| ------------- | ------------ | --------- |
| Австралия     | Золото       | 35,000+   |
| Австрия       | Золото       | 15,000    |
| Германия      | Золото       | 150,000   |
| США           | Платина      | 1,132,783 |
| По всему миру | Платина      | 3,053,000 |

| Год  | Чарт                              | Место |
| ---- | --------------------------------- | ----- |
| 2009 | Australian ARIA End of year Chart | #63   |
| 2009 | Billboard 200 Year-End Hot 100    | #52   |